# Liste de races ovines d'Italie
Liste des principales races italiennes de moutons (Ovis aries) connues :
| Nom                                                                           | Région                                 | Utilisations        | Toison                                                         | Poids       | Taille      | Image | Observations                           | Sources |
| ----------------------------------------------------------------------------- | -------------------------------------- | ------------------- | -------------------------------------------------------------- | ----------- | ----------- | ----- | -------------------------------------- | ------- |
| Alpagota (ou Pagota)                                                          | Province de Belluno                    | lait, viande        | blanche avec taches noires sur les pattes et la tête           | 40 à 55 kg  | 67 cm       |       |                                        | [ 1 ]   |
| Altamurana                                                                    | Province de Bari                       | lait, laine, viande | blanche                                                        | 39 à 53 kg  | 65 à 71 cm  |       |                                        | [ 2 ]   |
| Appenninica (en)                                                              | Apennins                               | viande              | blanche                                                        | 56 à 78 kg  | 69 à 77 cm  |       |                                        | [ 3 ]   |
| Bagnolese (ou Malvizza)                                                       | Province d'Avellino                    | lait, viande        | blanche avec taches noires                                     | 60 à 95 kg  | 76 à 90 cm  |       | Statut FAO : en danger mais maintenue. | [ 4 ]   |
| Barbaresca (en)                                                               | Sicile                                 | lait, laine, viande | blanche avec taches noires                                     | 65 à 110 kg | 80 à 85 cm  |       |                                        | [ 5 ]   |
| Bergamasca (en)                                                               | Province de Bergame                    | viande              | blanche                                                        | 80 à 111 kg | 79 à 87 cm  |       |                                        | [ 6 ]   |
| Biellese (en)                                                                 | Province de Biella                     | viande              | blanche                                                        | 82 à 100 kg | 81 à 86 cm  |       |                                        | [ 7 ]   |
| Braunes Bergschaf (ou mouton brun alpin)                                      | Tyrol                                  | laine, viande       | brune                                                          | 60 à 120 kg |             |       |                                        | [ 8 ]   |
| Brentegana (en)                                                               | Province de Trente, province de Vérone | lait, laine         | blanche                                                        | 70 à 100 kg | 80 à 95 cm  |       |                                        | [ 9 ]   |
| Brianzola (en)                                                                | Lombardie                              | viande              | blanche                                                        | 65 à 100 kg | 75 à 90 cm  |       |                                        | [ 10 ]  |
| Brigasque                                                                     | Ligurie                                | lait, viande        | blanche                                                        | 60 à 100 kg | 65 à 80 cm  |       |                                        | [ 11 ]  |
| Brogne (en)                                                                   | Province de Vérone                     | lait, laine, viande | blanche et tête et pattes brunes                               | 48 kg       | 68 cm       |       |                                        | [ 12 ]  |
| Ciavenasca (en)                                                               | Province de Sondrio                    | viande              | blanche                                                        | 40 à 60 kg  | 50 à 70 cm  |       |                                        | [ 13 ]  |
| Ciuta (en)                                                                    | Province de Sondrio                    | viande              | blanche                                                        | 30 à 40 kg  | 40 à 50 cm  |       | La race est peut-être éteinte.         | [ 14 ]  |
| Comisana (en) (ou Faccia Rossa, Lentinese)                                    | Sicile                                 | lait                | blanche et tête brune                                          | 50 à 80 kg  | 70 à 80 cm  |       |                                        | [ 15 ]  |
| Cornella Bianca (en)                                                          | Apennins                               | lait, viande        | blanche                                                        | 65 à 85 kg  | 75 à 90 cm  |       |                                        | [ 16 ]  |
| Cornigliese (en) (ou Corniglio, Borgotarese)                                  | Province de Parme                      | lait, laine, viande | blanche avec taches noires sur les pattes et la tête           | 75 à 100 kg | 75 à 85 cm  |       |                                        | [ 17 ]  |
| Corteno (en) (ou Pecora di Corteno)                                           | Val Camonica                           | viande              | blanche                                                        | 60 à 70 kg  | 73 à 77 cm  |       |                                        | [ 18 ]  |
| Delle Langhe (en) (ou Pecora delle Langhe, Langarola)                         | Piémont                                | lait                | blanche                                                        | 68 à 85 kg  | 77 à 82 cm  |       |                                        | [ 19 ]  |
| Fabrianese (en)                                                               | Marches                                | lait, viande        | blanche                                                        | 60 à 80 kg  | 72 à 80 cm  |       |                                        | [ 20 ]  |
| Finarda (en)                                                                  | Lombardie, Piémont                     | viande              | blanche                                                        | 80 à 120 kg | 85 à 100 cm |       |                                        | [ 21 ]  |
| Frabosana (en) (ou Roaschina, di Roaschia, Rastela)                           | Mondovi                                | lait, laine, viande | blanche, parfois brune                                         | 60 à 85 kg  | 75 à 90 cm  |       |                                        | [ 22 ]  |
| Garessina (en) (ou Muma, Garessio)                                            | Garessio                               | lait, laine, viande | blanche                                                        | 45 à 60 kg  | 55 à 65 cm  |       |                                        | [ 23 ]  |
| Garfagnina Bianca (en) (ou Garfagnina White)                                  | Garfagnana                             | lait, viande        | blanche                                                        | 40 à 55 kg  | 60 à 70 cm  |       |                                        | [ 24 ]  |
| Gentile di Puglia (en) (ou Merinos d'Italie)                                  | Tavoliere delle Puglie                 | laine, viande       | blanche                                                        | 43 à 67 kg  | 62 à 71 cm  |       |                                        | [ 25 ]  |
| Istriana (en) (ou Carsolina)                                                  | Istrie                                 | laine, viande       | blanche                                                        | 60 à 95 kg  | 70 à 80 cm  |       |                                        | [ 26 ]  |
| Lamon (en) (ou Lamonese)                                                      | Province de Belluno                    | lait, laine, viande | blanche jaunâtre, pattes et tête tachetées de noir ou de brun  | 65 à 80 kg  | 70 à 80 cm  |       |                                        | [ 27 ]  |
| Laticauda                                                                     | Campanie, Calabre                      | lait, viande        | blanche                                                        | 69 à 95 kg  | 71 à 82 cm  |       |                                        | [ 28 ]  |
| Leccese (en) (ou Moscia Leccese)                                              | Salento                                | lait, laine, viande | blanche, tête et pattes noires                                 | 45 à 58 kg  | 66 à 73 cm  |       |                                        | [ 29 ]  |
| Livo (en)                                                                     | Province de Côme                       | viande              | jaunâtre                                                       | 50 à 70 kg  | 65 à 75 cm  |       | race rare, peut-être éteinte.          | [ 30 ]  |
| Marrane (en)                                                                  | Province de Gênes                      | viande              | jaunâtre, parfois d'un brun léger                              | 70 à 80 kg  | 85 à 87 cm  |       |                                        | [ 31 ]  |
| Massese (en)                                                                  | Province de Massa-Carrara              | lait, viande        | noire, grise, ou brune avec tête sombre                        | 65 à 90 kg  | 77 à 85 cm  |       |                                        | [ 32 ]  |
| Matesina (en)                                                                 | Campanie                               | lait, laine, viande | blanche-brune                                                  | 60 à 70 kg  | 60 à 65 cm  |       |                                        | [ 33 ]  |
| Merinizzata Italiana (en)                                                     | sud de l'Italie                        | laine, viande       | blanche                                                        | 70 à 90 kg  | 69 à 79 cm  |       |                                        | [ 34 ]  |
| Mouton noir d'Arbus (en) (ou Nera di Arbus, Pecora Nera di Arbus)             | Sardaigne                              | lait                | noire                                                          | 35 à 46 kg  | 58 à 65 cm  |       |                                        | [ 35 ]  |
| Nostrana (en)                                                                 | Cisa Pass                              | laine, viande       | blanche                                                        | 50 à 70 kg  | 60 à 65 cm  |       | La race est peut-être éteinte.         | [ 36 ]  |
| Noticiana (en)                                                                | Province de Syracuse, Sicile           | lait                | blanche et la tête brun-rouge                                  | 55 à 85 kg  | 75 à 85 cm  |       |                                        | [ 37 ]  |
| Pagliarola                                                                    | Abruzzes, Campanie, Molise             | lait, laine, viande | blanche jaunâtre                                               | 50 à 60 kg  | 60 à 70 cm  |       |                                        | [ 38 ]  |
| Pinzirita (en)                                                                | Sicile                                 | lait                | blanche avec taches noires sur les pattes et la tête           | 47 à 72 kg  | 64 à 75 cm  |       |                                        | [ 39 ]  |
| Plezzana (en) (ou mouton Bovška, mouton Bovec, Trentarka, Krainer Steinschaf) |                                        | lait, viande        | blanche                                                        | 40 à 45 kg  | 60 à 64 cm  |       |                                        | [ 40 ]  |
| Pomarancina (en)                                                              | Toscane                                | viande              | blanche                                                        | 55 à 75 kg  | 60 à 80 cm  |       |                                        | [ 41 ]  |
| Pusterese (en) (ou Pustera gigante, Nobile di Badia, Gadertaler)              | Province autonome de Bolzano           | laine, viande       | blanche jaunâtre                                               | 50 à 60 kg  | 65 à 75 cm  |       |                                        | [ 42 ]  |
| Quadrella                                                                     | Campanie                               | lait, viande        | blanche                                                        | 60 à 65 kg  | 60 à 70 cm  |       |                                        | [ 43 ]  |
| Rosset (en)                                                                   | Vallée d'Aoste                         | lait, laine, viande | blanche et taches sombres autour des yeux et le bas des pattes | 50 à 70 kg  | 60 à 75 cm  |       |                                        | [ 44 ]  |
| Saltasassi (en)                                                               | Province du Verbano-Cusio-Ossola       | viande              | blanche                                                        | 45 à 60 kg  | 55 à 65 cm  |       |                                        | [ 45 ]  |
| Sambucana (en) (ou Demontina)                                                 | Province de Coni                       | laine, viande       | blanche jaunâtre                                               | 65 à 90 kg  | 78 à 83 cm  |       |                                        | [ 46 ]  |
| Sarde (ou Sarda)                                                              | Sardaigne                              | lait, viande        | blanche                                                        | 42 à 59 kg  | 63 à 71 cm  |       |                                        | [ 47 ]  |
| Savoiarda (en) (ou Razza di Cuorgné)                                          | Province de Turin                      | lait, laine, viande | blanc sale avec yeux, nez, oreilles et bout des pattes sombres | 60 à 70 kg  | 65 à 80 cm  |       |                                        | [ 48 ]  |
| Schnalserschaf (ou Ultnerschaf)                                               | Province de Bolzano                    | laine, viande       | blanche                                                        | 72 à 107 kg | 77 à 84 cm  |       |                                        | [ 49 ]  |
| Sciara (en) (ou Moscia Calabrese)                                             | Provinces de Cosenza et Catanzaro      | lait                | blanche                                                        | 45 à 65 kg  | 55 à 75 cm  |       |                                        | [ 50 ]  |
| Sopravissana (en)                                                             | Province de Macerata                   | laine, viande       | blanche                                                        | 50 à 66 kg  | 63 à 71 cm  |       |                                        | [ 51 ]  |
| Tacòla (en) (ou Cücch, Bertuna)                                               | Piémont                                | viande              | blanche                                                        | 80 à 90 kg  | 81 à 86 cm  |       |                                        | [ 52 ]  |
| Mouton du Tyrol (ou Tiroler Bergschaf, Pecora Alpina Tirolese)                | Tyrol                                  | laine, viande       | blanche                                                        | 70 à 120 kg | 70 à 85 cm  |       |                                        | [ 53 ]  |
| Trimeticcia di Segezia (en)                                                   | Pouilles                               | lait, laine, viande | blanche                                                        | 60 à 70 kg  | 70 à 110 cm |       |                                        | [ 54 ]  |
| Turchessa (en) (ou Pecora di Poggiomarino)                                    | Campanie                               | lait, viande        | blanche                                                        | 45 à 65 kg  | 55 à 75 cm  |       |                                        | [ 55 ]  |
| Valle del Belice                                                              | Valle del Belice                       | lait                | blanche                                                        | 72 à 100 kg | 75 à 85 cm  |       |                                        | [ 56 ]  |
| Varesina (en)                                                                 | Lombardie                              | viande              | blanche                                                        | 70 à 90 kg  | 75 à 85 cm  |       |                                        | [ 57 ]  |
| Vicentina (en)                                                                | Province de Vicence                    | viande              | blanche et taches noires sur la tête et les pattes             | 80 kg       | 83 cm       |       |                                        | [ 58 ]  |
| Mouton à lunettes de Carinthie (ou Villnoesser Schaf, Fiemmese, Tingola)      | nord de l'Italie                       | viande              | blanche et taches noires autour des yeux                       | 55 à 80 kg  | 75 à 81 cm  |       |                                        | [ 59 ]  |
| Vissana (en)                                                                  | Province de Macerata                   | lait, laine, viande | blanche                                                        | 40 à 55 kg  | 60 à 70 cm  |       |                                        | [ 60 ]  |
| Zerasca                                                                       | Province de Massa-Carrara              | viande d'agneau     | blanche                                                        | 55 à 88 kg  | 62 à 75 cm  |       | Race en danger.                        | [ 61 ]  |